# Mastermind (Amerikaanse band)
Mastermind is een Amerikaanse muziekgroep afkomstig uit Browns Mills New Jersey.
De band werd opgericht in 1986 door de broers Bill en Rich Berends. Zij maakten samen met bassist Phil Antolino hun eerste album, dat destijds alleen op muziekcassette uitkwam. De stijl, pompeuze progressieve rock, had toen een dermate magere fanbasis, dat een commerciële uitgave niet tot de mogelijkheden behoorde. Via mond-tot-mond-reclame kwam de verkoop toch op gang en Mastermind kreeg bericht dat het platenlabel Magna Carta Records van Mike Varney wel interesse had. De deal ging niet door, want ze hadden dan wel interesse, maar lieten niets van zich horen. Mastermind kwam vervolgens bij allerlei kleine nichelabels terecht zoals ZNR Records (VS) en Cyclops Records (VK).  
De band kreeg het wel voor elkaar, dat ze konden optreden tijdens concerttours van meer bekendere artiesten uit de progressieve rock. Zo waren ze op tournee met John Wetton, Joe Satriani, Rush en Fish. Optredens vonden met name plaats in de Verenigde Staten en Japan/Zuid-Korea). De band hield alles in eigen hand en dat leverde nog weleens commentaar op. De productie en zang van de eerste albums was matig. Mastermind kwam daarmee weg, omdat de nadruk op de muziek zelf lag. Een vergelijking met Emerson, Lake & Palmer werd veelvuldig gemaakt, mede omdat Mastermind net als ELP bewerkingen van klassieke muziek in hun stukken verwerkte.
In 1997 kwam Jens Johansson uit de band rondom Yngwie Malmsteen de band versterken. Ook Mickey Simmonds uit de band van Fish speelde destijds een aantal keren mee. In 1998 tekenen de heren een contract bij InsideOut Music. Ongeveer tegelijkertijd trad vermoeidheid op, mede doordat de band niet echt doorbrak. De levering van muziek stokte en drie jaar later staan ze er weer alleen voor. Vanaf 2010 is er geen opname meer verschenen van Mastermind, wel volgde er een soloalbum van Bill Berends.

## Discografie
- 1987: Mastermind Volume One
- 1991: Brainstorm
- 1994: Tragic symphony
- 1996: Until eternity
- 1997: Live in Tokyo, gelimiteerde uitgave
- 1998: Excelsior!
- 2000: Angels of the apocalypse
- 2000: Prog, fusion, metal, leather and sweat
- 2005: Broken
- 2010: Insomnia
- 2014: In my dreams I can fly (soloalbum)